# Jadwiga Mydlarska-Kowal
Jadwiga Mydlarska-Kowal (ur. 3 kwietnia 1943 w Pilźnie, zm. 6 maja 2001 we Wrocławiu) – polska scenografka teatru lalek. Związana przede wszystkim z Wrocławskim Teatrem Lalek, któremu w okresie swojej pracy nadała indywidualny wyraz plastyki scenicznej. Współpracowała również z teatrami dramatycznymi m.in. w Poznaniu, Wrocławiu, Katowicach i Kaliszu.

## Życiorys

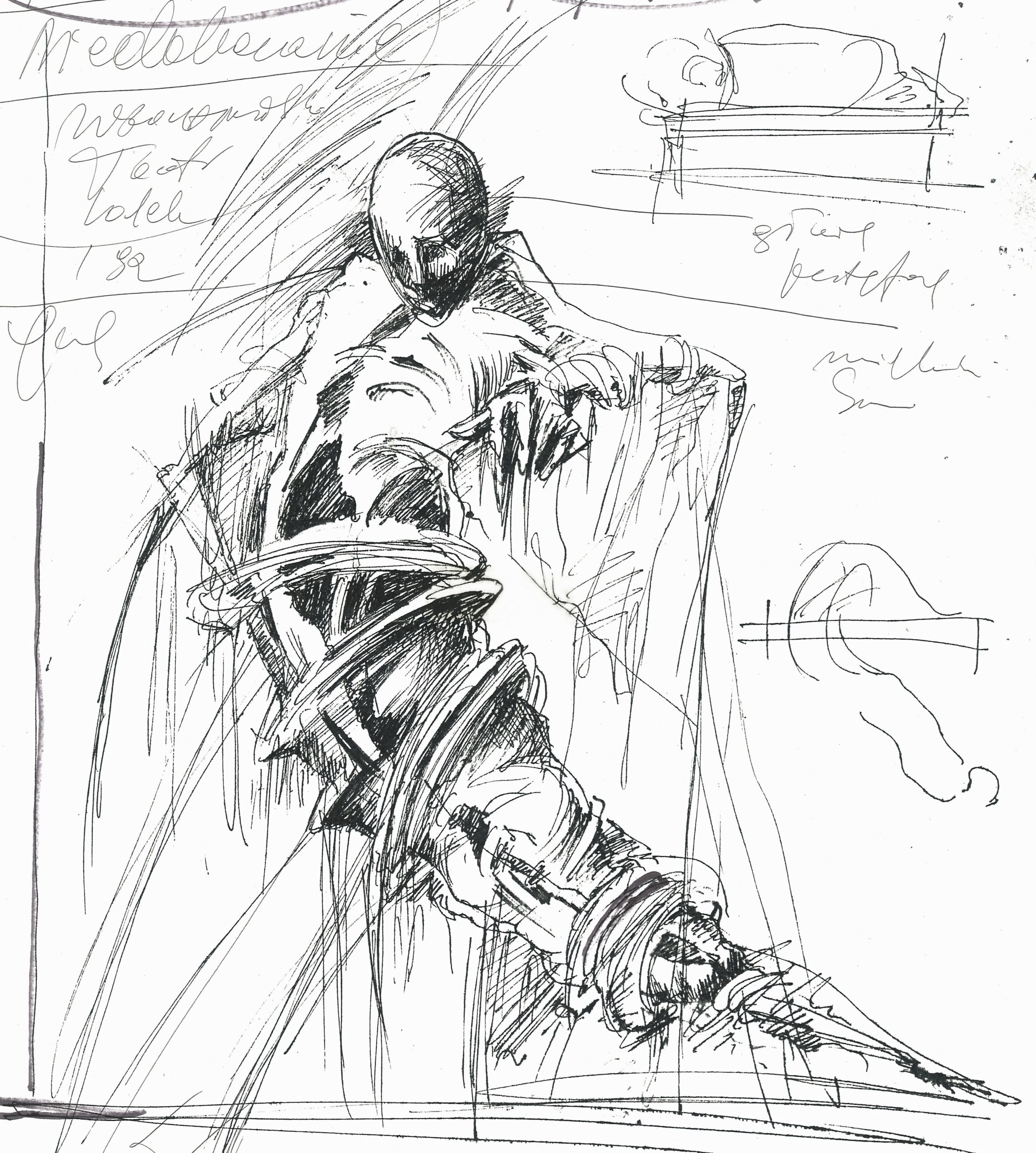
Jadwiga Mydlarska-Kowal. Postać Gregora w spektaklu Niedokonania - projekt (1992)

Studia artystyczne odbyła w latach 1964-1971 w krakowskiej Akademii Sztuk Pięknych w Krakowie, uczęszczając m.in. do pracowni Jana Szancenbacha i Tadeusza Kantora. Dyplom uzyskała na Wydziale Grafiki w pracowni drzeworytu pod kierunkiem Franciszka Bunscha (1971). Pracę po studiach rozpoczęła jako projektantka odzieży w Domu Mody „Elegancja” we Wrocławiu (1971-1972), potem uczyła plastyki w szkołach średnich (1973-1978), następnie zatrudniła się we wrocławskiej Wytwórni Filmów Fabularnych pracując jako liternik i asystent scenografa m.in. przy filmie Na srebrnym globie A. Żuławskiego.
Jako samodzielny scenograf zadebiutowała w roku 1981 przygotowując przedstawienie Polskie szopki i Herody H. Jurkowskiego w reżyserii ówczesnego dyrektora Wrocławskiego Teatru Lalek Wiesława Hejny, które okazało się sukcesem. Następną wspólną realizacją była Księżniczka Turandot C. Gozziego, wyraźnie wskazująca na odejście od tradycyjnego traktowania plastyki w spektaklach dla dzieci.

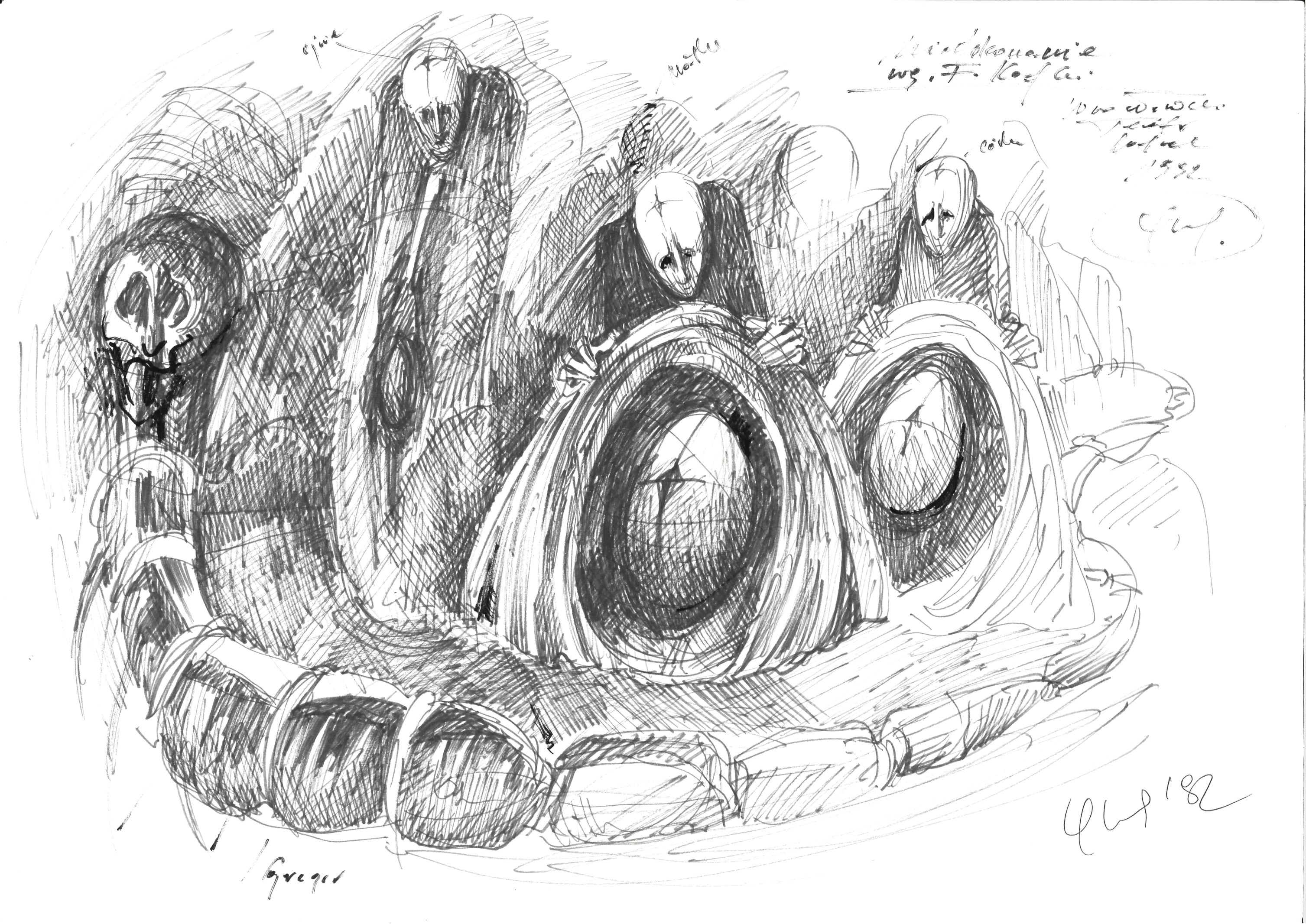
Jadwiga Mydlarska-Kowal. Szkic scenografii do spektaklu Niedokonania (1992)

Jej wywodzący się z graficznego rysunku i oddający fascynację anatomią starości i rozpadem ciała oraz odsłaniający świat podświadomych obsesji styl scenografii osiągnął najpełniejszy kształt w spektaklach zrealizowanych na Scenie dla Dorosłych WTL we współpracy z reżyserem W. Hejno, nabierających cech teatru autorskiego. Były to: Proces (1985), Gyubal Wahazar (1987) i Faust (1989), ujęte w cykl zatytułowany Fenomen władzy. Przedstawienia te zostały zaprezentowane na wielu festiwalach w Polsce i za granicą, m.in. w Niemczech, Szwajcarii, Finlandii, Francji, Austrii, Włoszech, Czechach i Chorwacji, a także podczas XXVIII Światowego Festiwalu „Teatr Narodów” w Santiago de Chile w 1993 roku.
Następne spektakle, również w reżyserii W. Hejny, takie jak: Niedokonania (1994) według F. Kafki oraz Ryszard III (1997) rozwijały osiągniętą estetykę ze szczególnym wyakcentowaniem ekspresji twarzy lalek i głów wyposażonych w pogłębione rysy i ruchome szczegóły anatomiczne. Ostatnim przedstawieniem z tej serii był Śmieszny staruszek (2001) z lalką starca animowaną jednocześnie przez kilku aktorów. Dla WTL powstało również szereg projektów do spektakli dla dzieci, m.in. Baśń o zaklętym kaczorze, Dzikie łabędzie, Krawiec Niteczka, Alibaba i 40 rozbójników, Prometeusz, Szewczyk Dratewka oraz dokończona już po jej śmierci Córka króla mórz. Szczególną pozycję stanowiła Komedia dla mamy i taty (1996) według Witkacego w reż. W. Hejny, będąca interesującą próbą połączenia doświadczeń ze sceny dla dorosłych z teatrem dla dzieci. Ogółem w latach 1981-2001 powstało ponad 30 jej scenografii dla Wrocławskiego Teatru Lalek. W tym czasie przygotowała także realizacje w zagranicznych teatrach lalek, m.in. w Tomsku (Rosja), Bochum (Niemcy) oraz autorski spektakl Arena w Vaasa (Finlandia), a także m.in. z reżyserem A. Maksymiakiem w wielu polskich teatrach lalkowych m.in. w Kielcach, Wałbrzychu, Jeleniej Górze, Lublinie, Szczecinie, Olsztynie, Łodzi i Poznaniu.
Od roku 1991 rozpoczęła także projektowanie scenografii dla teatrów dramatycznych, głównie w Poznaniu, Kaliszu, Wrocławiu, Katowicach i Rzeszowie. Z reżyserem J. Bunschem zrealizowała m.in. zwracające uwagę krytyki stroną plastyczną przedstawienia: Czarownice z Salem, Dekameron, Wizyta starszej pani, Don Kichote, Xięga bałwochwalcza, Przemiana oraz Wesołe kumoszki z Windsoru (1998, Odense, Dania).

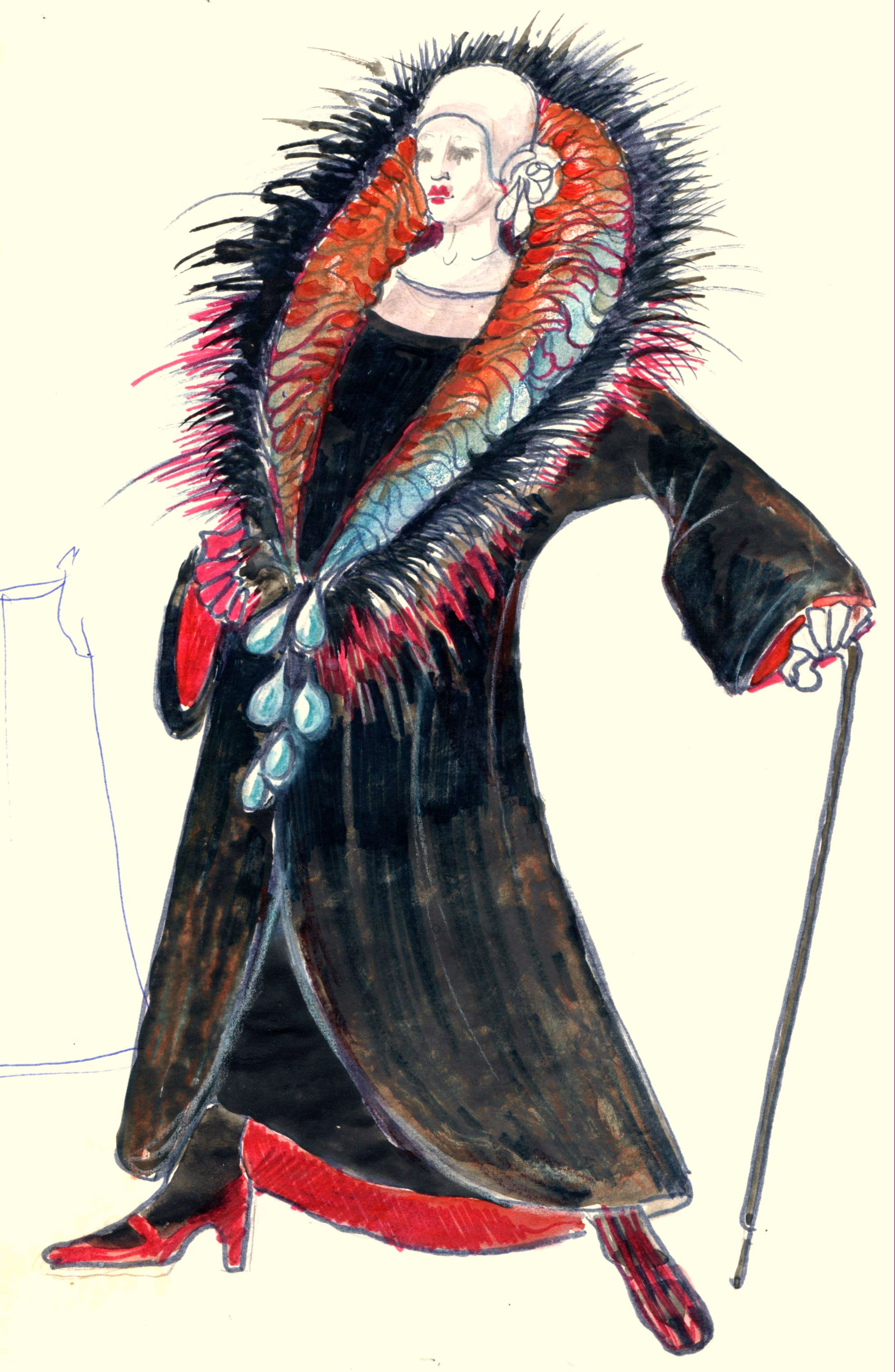
Jadwiga Mydlarska-Kowal. Projekt kostiumu Klary Zachanassian do spektaklu Wizyta starszej pani (1994)

Dwukrotnie (1995 i 1999) reprezentowała Polskę na Quadriennale Scenografii i Architektury Teatralnej w Pradze. Uczestniczyła również w krajowych przeglądach scenograficznych, pokazywała wystawy indywidualne, m.in. Lalki – aktorzy naszej wyobraźni (Wrocław, 1999).
Za spektakle wystawione we Wrocławskim Teatrze Lalek otrzymała nagrody zbiorowe i indywidualne na polskich i zagranicznych festiwalach, przyznano jej także „Złotą Pacynkę” (Wrocław, 2000) za scenografie dla dzieci oraz „Złotą Maskę” (Katowice, 2000) za przedstawienia w teatrach dramatycznych.
Zmarła nagle w roku 2001. Została pochowana na cmentarzu w Olsztynie.
W roku 2007 w Centrum Scenografii Polskiej Muzeum Śląskiego w Katowicach odbyła się wystawa Maski rzeczywistości prezentująca przekrój jej dorobku, powtórzona w roku 2010 w Galerii BWA w Bielsku-Białej, a w roku 2014 przypomniano jej twórczość na wystawie Cudze oblicza w Galerii Centrum Kultury „Zamek” we Wrocławiu. W roku 2018 Centrum Scenografii Polskiej Muzeum Śląskiego w Katowicach pokazało wystawę Świadomość lalki. Teatr form Jadwigi Mydlarskiej-Kowal, obejmującą oprócz twórczości lalkowej także projekty scenograficzne dla teatrów dramatycznych.
Na początku roku 2022 ukazała się obszerna monografia Teatr plastycznej metafory. Scenografie Jadwigi Mydlarskiej-Kowal, wydana również przez Centrum Scenografii Polskiej Muzeum Śląskiego, pokazująca całość dorobku teatralnego.